# Saurauia napaulensis
Espèce
Classification APG II (2003)
Statut de conservation UICN

LC : Préoccupation mineure

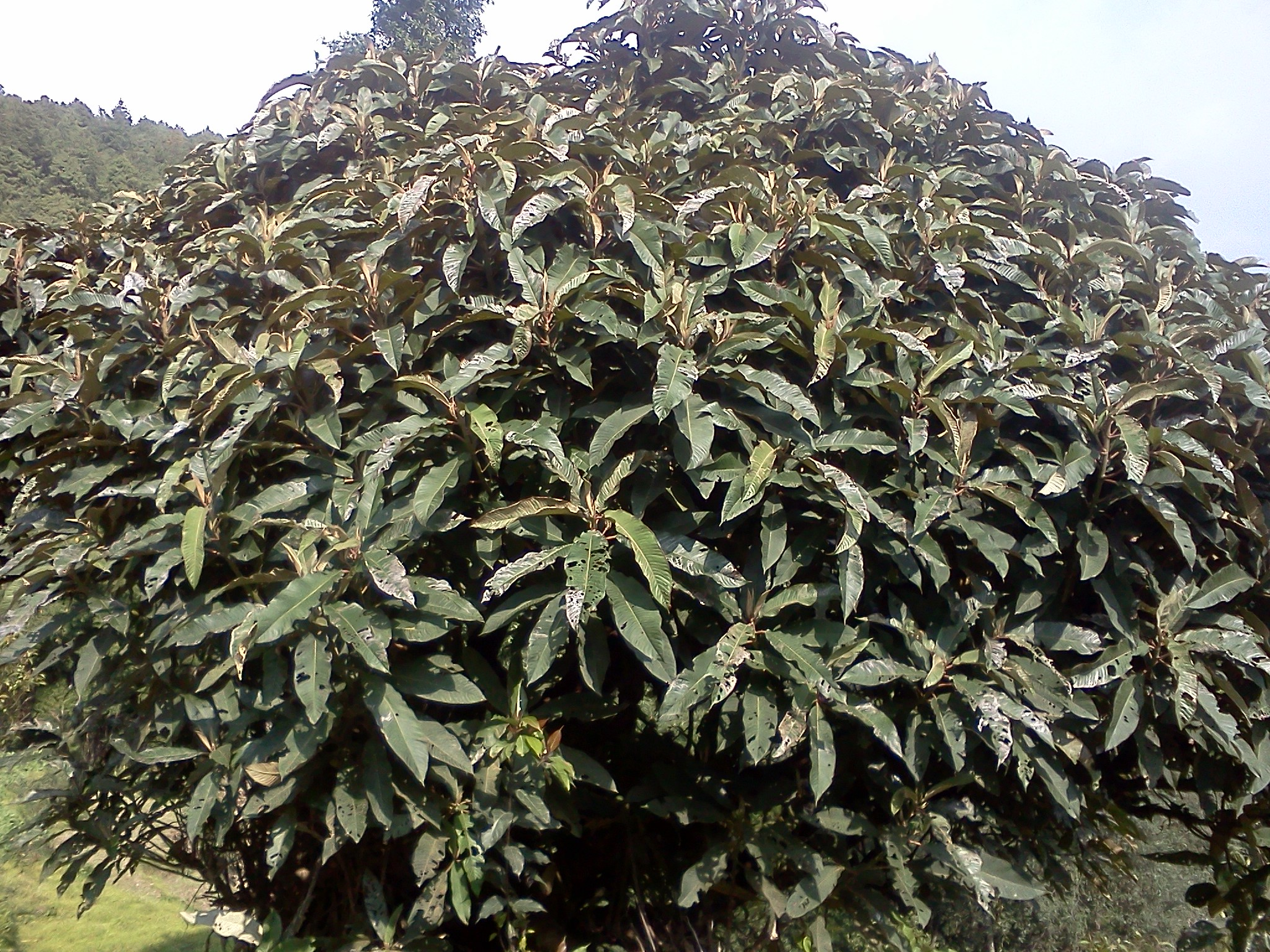
S. napaulensis à Nagarkot, Népal

'Saurauia napaulensis est une espèce de plante de la famille des Actinidiaceae. Il est présent en Chine et en Malaisie.

## Description
C'est un arbre petit à moyen. Les feuilles mesurent de 20 à 35 cm sur 6,5 à 12 cm. Les apex sont acuminés, à base arrondie, leurs bords présentent de fines dents ; les 30 à 35 paires de nervures sont droites et proéminentes. Les fleurs sont d'environ 1,5 cm de diamètre, roses et forment des inflorescences axillaires ramifiées. Les fruits sont des baies globuleuses d'environ 8 mm de diamètre.

## Synonymes
Synonymes Hétérotypiques
- Saurauia napaulensis var. montana C.F.Liang & Y.S.Wang in Fl. Reipubl. Popularis Sin. 49(2): 330 (1984)
- Saurauia napaulensis var. omeiensis C.F.Liang & Y.S.Wang in Fl. Reipubl. Popularis Sin. 49(2): 330 (1984)
- Saurauia napaulensis var. tomenta Y.Luo & S.K.Chen in Fl. Yunnanica 16: 807 (2006)
- Saurauia paniculata Wall. ex G.Don in Gen. Hist. 1: 567 (1831)
- Saurauia sterculifolia Griff. in Itin. Pl. Khasyah Mts.: 198 (1848)
- Tonshia polypetala Buch.-Ham. ex D.Don in Prodr. Fl. Nepal.: 225 (1825)
- Ternstroemia paniculata Wall. in Numer. List: n.° 1469 (1829), not validly publ.
- Zanthoxylum serra Turcz. in Bull. Soc. Imp. Naturalistes Moscou 31(I): 440 (1858)